# Yoshihide Muroya
Yoshihide Muroya (室屋義秀, Muroya Yoshihide; Fukushima,  23 januari 1973) is een Japans piloot die deelneemt aan de Red Bull Air Race World Series. 

## Carrière
Hij begon zijn zweefvliegtuigtraining in 1991 omdat het een goedkope manier was om te vliegen. Muroya ging privé naar Amerika om zijn vlieglicentie te halen op de leeftijd van 20 jaar.
Daarna werkte hij uren om genoeg geld te verdienen voor zijn training in Amerika voor twee maanden per jaar. Op hetzelfde moment ging hij verder met zijn zweefvliegtuigtraining in Japan en leerde lange vluchten-technieken in Australië.
In 2009 nam hij deel aan de Red Bull Air Race als eerste Japanse en eerste Aziatische piloot. Zijn speciale teamgenoot Robert Fry werd zijn teamcoördinator.

## Galerij

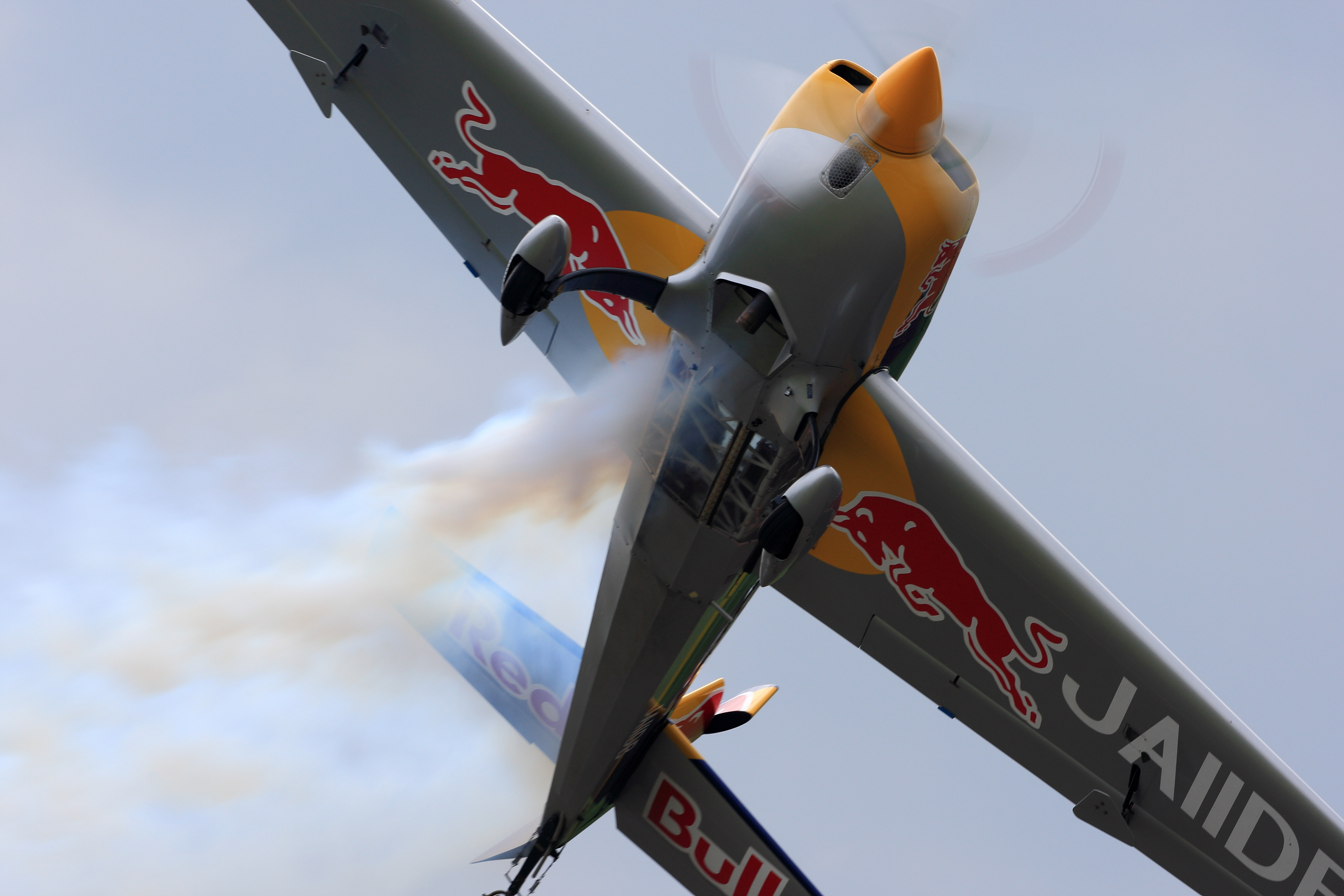
Extra 300S
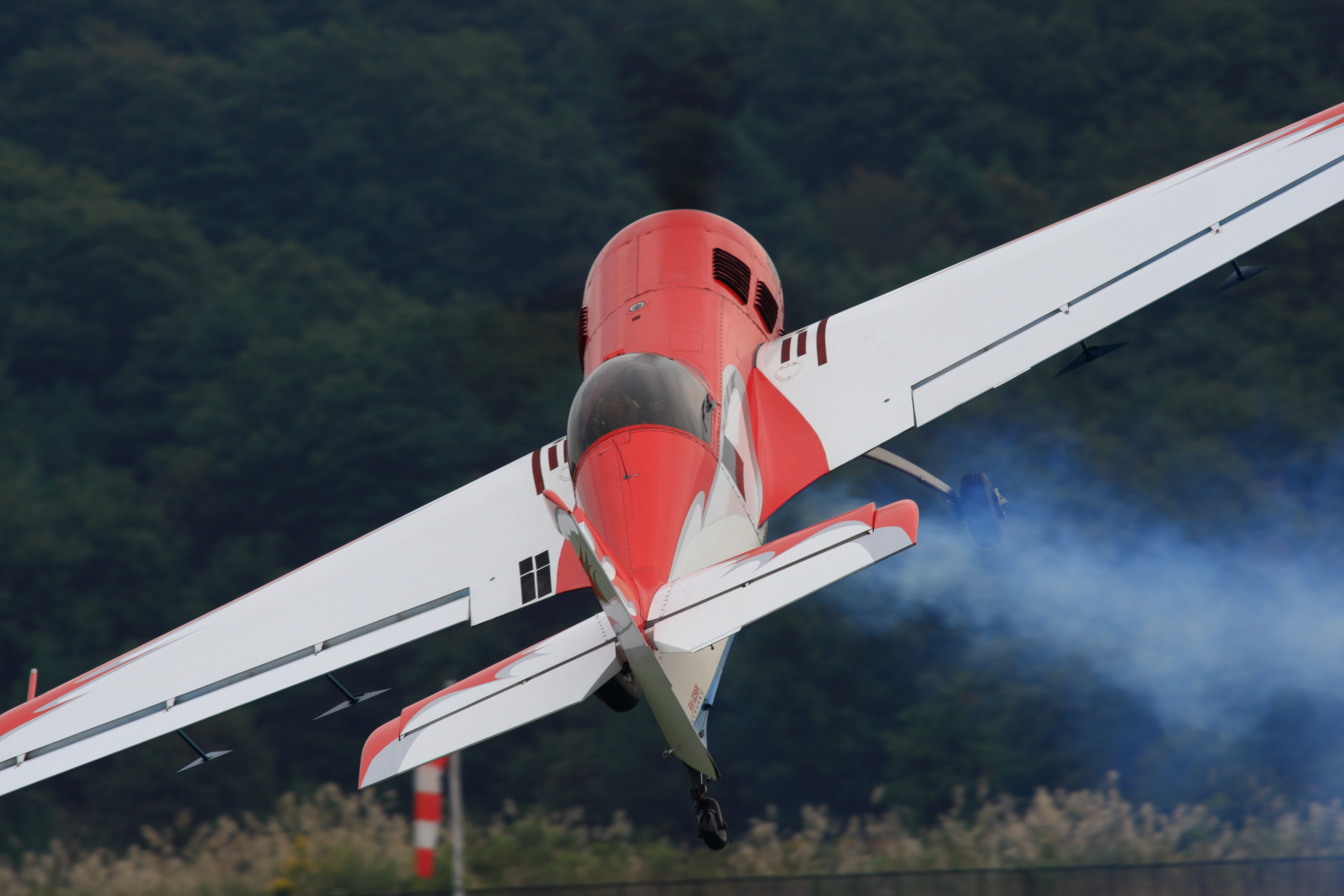
Sukhoi Su-26
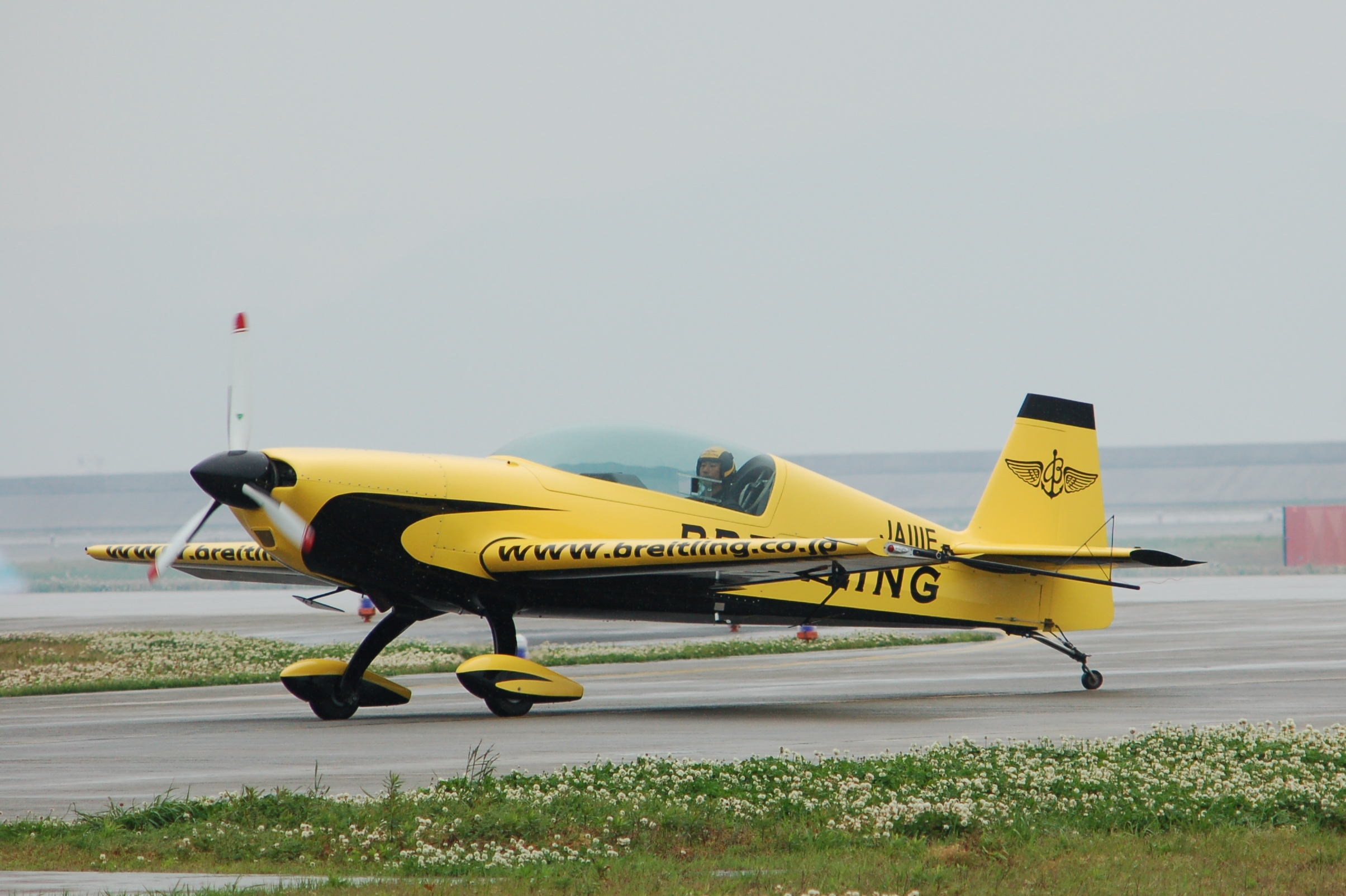
Extra 300L
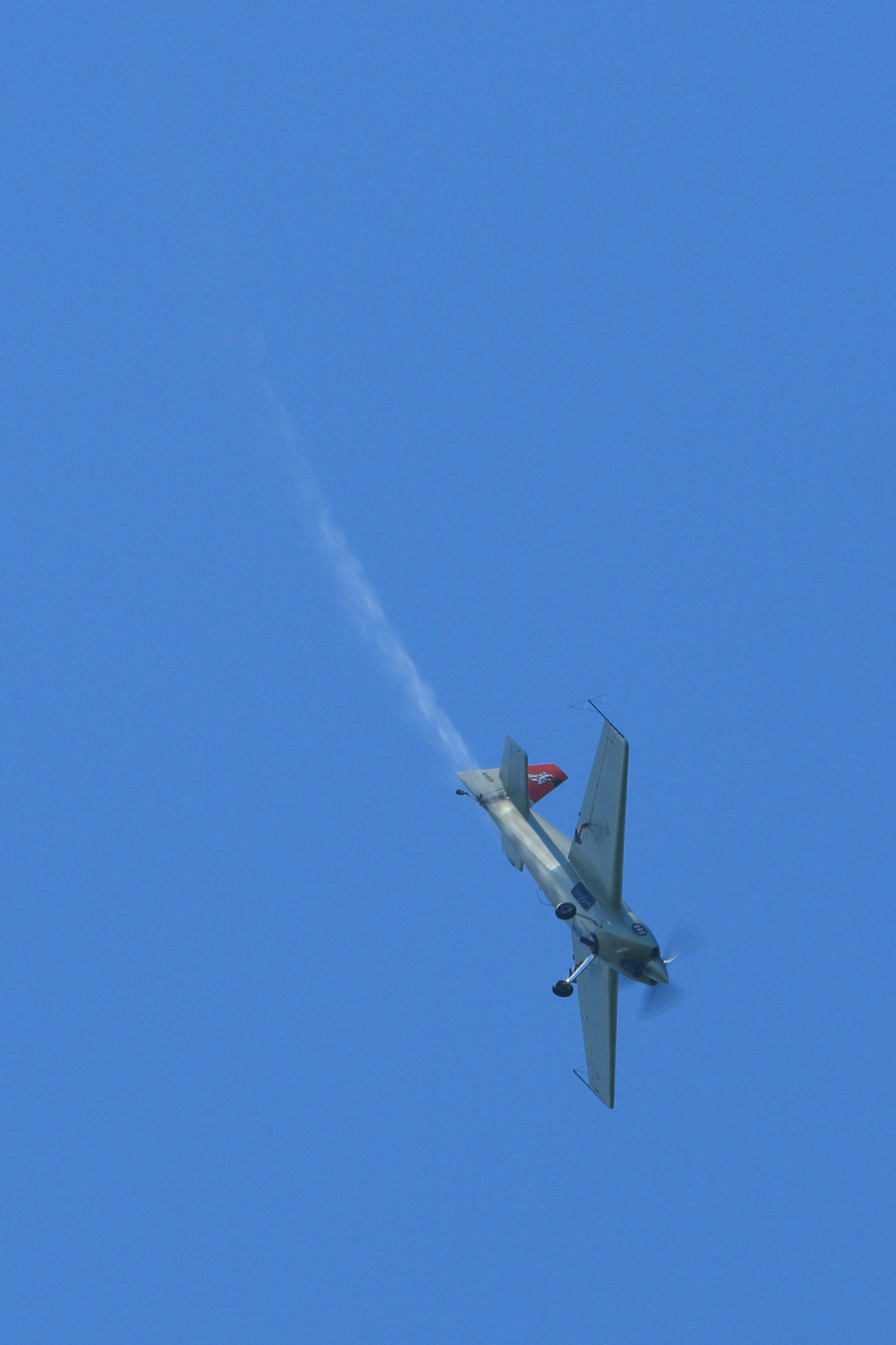
Zivko Edge 540 V2